# Der Klang von Eiswürfeln
Der Klang von Eiswürfeln ist eine französische Filmkomödie von Bertrand Blier aus dem Jahr 2010.

## Handlung
Charles Faulque war einst ein bekannter Schriftsteller, der sogar den Pulitzer-Preis gewonnen hat. Als er zu trinken begann, verließ ihn seine Frau Carole mit dem gemeinsamen Sohn Stanislas. Seither trinkt Charles nur noch und schreibt keine Zeile mehr. Umsorgt wird er von der stillen Haushälterin Louisa, die ihn heimlich liebt. Eines Tages klingelt es an Charles’ Tür. Davor steht die Inkarnation seiner Krebserkrankung, die mal vorbeischauen wollte und ihm in der Folge nicht mehr von der Seite weicht. Der Krebs kann nur von einer Person gesehen werden, die Charles wirklich liebt. Seine junge Geliebte, die Russin Evguenia, erkennt den Krebs nicht, während Louisa ihn als Mann wahrnimmt und ihn sogar bekocht. Louisa ist es auch, die zuerst aus der Starre erwacht: Sie ruft Charles’ Hausarzt an, der nur ahnt, welche Krankheit Charles befallen hat. Er rät Evguenia jedoch, aus der Villa zu verschwinden und Evguenia befolgt den Rat.
Kurz darauf gesellt sich auch an Louisas Seite der Krebs, diesmal in Form einer Frau. Sie erzählt ihr, dass sie Brustkrebs habe. Beide Krebsbegleiter sind mit ihrer bisherigen Arbeit zufrieden, doch erkennen beide, dass Louisas Liebe zu Charles ein Problem werden könnte. Kurzerhand entscheidet sich Charles’ Krebs, sich zu einem unheilbaren Hirntumor zu entwickeln. Als Louisa Charles ihre Liebe gesteht, kriegt er seine erste krebsverursachte Migräne. Im Krankenhaus wird deutlich, dass der Tumor unheilbar ist. Charles kehrt in seine Villa zurück, wo kurz darauf auch sein Sohn eintrifft. Auch er kann Charles’ Krebs sehen. In der Nacht lässt sich Stanislas von Louisa verführen, schwärmt dem Vater am nächsten Tag von dieser Nacht vor und erwähnt auch die Frau, die an Louisas Bett saß – ihren Krebs. Auch Louisa wird an Krebs sterben, da er bereits gestreut und auf die Lunge übergegriffen hat.
Charles und Louisa beginnen, sich für den Kampf gegen den Krebs zu wappnen. Sie schlafen regelmäßig miteinander und nutzen die Nähe zueinander, um einen Plan gegen den Krebs zu entwickeln, der ihre geflüsterten Worte trotz größter Bemühungen nicht verstehen kann. Eines Tages holt Charles aus dem Safe eine Rodin-Skulptur, die er seinem Krebs zeigt. Louisa engagiert unterdessen von ihrem Krebs unbemerkt zwei Einbrecher, die nachts in die Villa einsteigen und den Rodin stehlen. Im Beisein der beiden Krebsinkarnationen kommt es zu einer Schießerei zwischen Charles, Louisa und den beiden Einbrechern, wobei Charles und Louisa erschossen werden. Als sein und ihr Krebs das viele Blut sehen, entscheiden sie, dass ihre Anwesenheit nun nicht mehr nötig ist. Sie verlassen die Villa. Erst jetzt wird deutlich, dass Charles und Louisa den Überfall fingiert haben und es sich bei dem Blut um Farbbeutelinhalt handelte. Beide packen ihre Sachen und legen kurz darauf mit einem kleinen Privatschiff ab. Gemeinsam fahren sie davon, etwas Alkohol im Eiswürfelbecher an Bord.

## Produktion

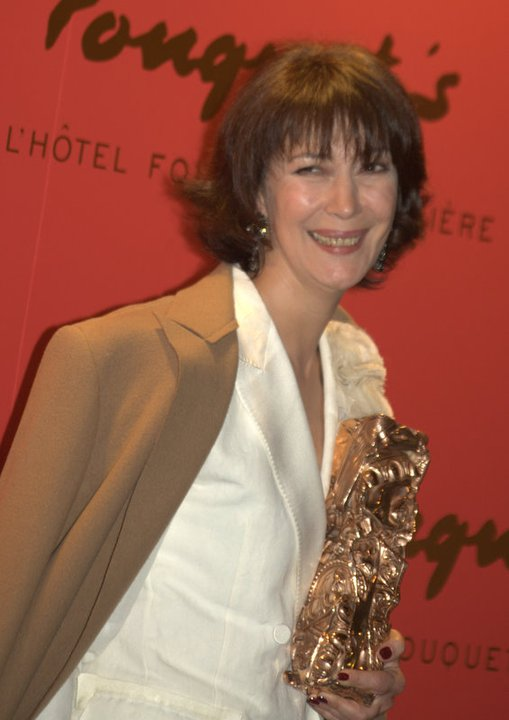
Anne Alvaro mit ihrem César für die Darstellung der Louisa

Der Klang von Eiswürfeln wurde in Südfrankreich gedreht, unter anderem in Saint-Félix-de-Pallières, Montpellier und Palavas-les-Flots. Die Kostüme schuf Jacqueline Bouchard, die Filmbauten stammen von Sylvie Salmon. 
Der Film kam am 25. August 2010 in die französischen Kinos, wo er von 740.455 Zuschauern gesehen wurde. Am 1. September 2010 lief er im Rahmen der Internationalen Filmfestspiele von Venedig. Der Klang von Eiswürfeln erschien im Oktober 2010 in Frankreich auf DVD und wurde 2013 auch in Deutschland auf DVD veröffentlicht.

## Kritik
Cinema schrieb über Der Klang von Eiswürfeln, „Bertrand Blier macht [die Begegnung mit dem Tod] zu einer hemmungslosen Groteske. Charles arrangiert sich mit dem ungebetenen Gast, den außer ihm nur seine treue, aber mürrische Haushälterin Louisa (Anne Alvaro) sehen kann. Es entsteht eine schwierige Männerfreundschaft, und auch der Todesbote kennt kleine Lebenskrisen. Würde man ihm aber das überraschende Ende dieser Burleske verraten, würde er glatt aus der Haut fahren… Fazit: Traurig, albern, weise und überraschend“.

## Auszeichnungen
Anne Alvaro wurde 2011 mit einem César als Beste Nebendarstellerin ausgezeichnet. Bertrand Blier erhielt César-Nominierungen in den Kategorien Beste Regie und Bestes Originaldrehbuch. Ebenfalls 2011 gewann Blier einen Étoile d’Or für das Beste Drehbuch.